# 亚里士多德

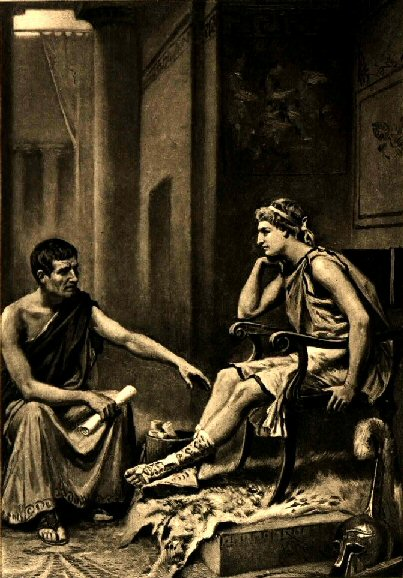
亞里斯多德在教導亞歷山大，由畫家尚·萊昂·傑羅姆·菲利斯（Jean Leon Gerome Ferris）所繪

亞里士多德（希臘語：Αριστοτέλης，Aristotélēs，前384年6月19日—前322年3月7日），古希腊哲学家，柏拉圖的學生、亚历山大大帝的老師。他及他的學派劃分了後世西方許多學科，包括了物理學、形而上學、詩歌（包括戲劇）、音乐、生物學、經濟學、動物學、邏輯學、政治、政府、以及倫理學。和柏拉圖、蘇格拉底（柏拉圖的老師）一起被譽為西方哲學的奠基者。亞里士多德的著作是西方哲學的第一個廣泛系統，包含道德、美學、邏輯和科學、政治和形而上学。
亞里士多德关于物理學的思想深刻地塑造了中世紀的學術思想，其影響力延伸到了文藝復興時期，最終被牛頓物理學取代。在動物科學方面，他的一些意見仅在19世纪被确信是準確的。他的学术领域还包括早期关于形式逻辑理论的研究，最终这些研究在19世纪被合并到了现代形式逻辑理论裡。在形而上學方面，亞里士多德的哲學和神學思想在伊斯蘭教和猶太教的傳統上產生了深遠影響，在中世紀，它繼續影響着基督教神學，尤其是天主教教會的學術傳統。他的倫理學，虽然自始至终都具有深刻的影响，后来也随着新兴現代美德倫理的到来获得了新生。今天亞里士多德的哲學仍然活躍在學術研究的各个方面。在經濟學方面，亞里士多德對於經濟活動的分類與看法持續影響到中世紀與重農主義，直到被亞當斯密的古典經濟學派取代為止。雖然亞里士多德寫了許多論文和優雅的對話（西塞羅描述他的文學風格為“金河”），但是大多數人認為他的著作现已失散，只有大約三分之一的原创作品保存了下來。

## 生平
亞里士多德生於斯達奇拉城:v，在公元前384年生於古希臘哈爾基季基半島。父亲尼科馬庫斯是马其顿王阿明塔斯二世的御医。從小亞里士多德在貴族家庭環境裡長大。在18歲的時候，亞里士多德被送到雅典的柏拉图学院学习，此后20年间亚里士多德一直住在学园，直至老师柏拉图在前347年去世。亞里士多德少年去雅典就讀於柏拉圖書院，受柏拉圖很大影響:v。柏拉圖可能對亞里士多德有些不滿，而亞里士多德也終於發現柏拉圖在重要學說上與他存在分歧，不過他始終對老師充滿了敬意。柏拉图去世后，由于学园的新首脑比较喜歡柏拉图哲学中的数学倾向，令亚里士多德无法忍受，便离开雅典。但是从亚里士多德的著作中可以看到，虽然亚里士多德不同意波西普斯等学园新首脑的观点，但依然与他们保持良好的关系。
据悉，离开学园后，亚里士多德先是接受了先前的学友赫米阿斯的邀请访问小亚细亚的阿索斯。赫米阿斯当时是小亚细亚沿岸的密细亚的统治者。亚里士多德在那里还娶了赫米阿斯的侄女皮西亞絲为妻。但是在公元前344年，赫米阿斯在一次暴动中被谋杀，亚里士多德不得不离开小亚细亚，和家人一起到了米提利尼。
公元前342年，亞里士多德成為馬其頓國王的兒子亞歷山大的教師:v。亚里士多德被马其顿国王腓力二世召唤回故乡。根据古希腊著名传记作家普鲁塔克的记载，亚里士多德对这位未来的世界领袖灌输了道德、政治以及哲学的教育。亚里士多德也运用了自己的影响力，对亚历山大大帝的思想形成起了重要的作用。正是在亚里士多德的影响下，亚历山大大帝始终对科学事业十分关心，对知识十分尊重，甚至以帝王之便提供豐厚的人力、財力資源，使亚里士多德得以完成諸多科學研究。但是，亚里士多德和亚历山大大帝的政治观点或许并不是完全相同的。前者的政治观是建筑在即将衰亡的希腊城邦的基础上的，而亚历山大大帝后来建立的中央集权帝国对希腊人来说无异是野蛮人的发明。
公元前335年，腓力二世去世。公元前336年，亞歷山大即位，亚里士多德回到雅典郊區里栖阿姆（Lyceum）建立書院收生講學，直到公元322年去世:v。学园的名字以阿波罗神殿附近的杀狼者（吕刻俄斯）来命名。在此期间，亚里士多德边讲课，边撰写了多部哲学著作。亚里士多德讲课时有一个习惯，即边讲课，边漫步于走廊和花园，正是因为如此，学园的哲学被称为“逍遥的哲学”或者“漫步的哲学”，而亞里士多德的追隨者也被稱為逍遙學派弟子，也就是步行者。亚里士多德的著作在这一期间也有很多，主要是关于自然和物理方面的自然科学和哲学，而使用的语言也要比柏拉图的《对话录》晦涩许多。他的作品很多都是以讲课的笔记为基础，有些甚至是他学生的课堂笔记。因此有人将亚里士多德看作是西方第一个教科书的作者。雖然亞里士多德寫下了許多對話錄，但這些對話錄都只有少數殘缺的片段流傳下來。被保留最多的作品主要都是論文形式，而亞里士多德最初也沒有想過要發表這些論文。一般認為這些論文是亞里士多德講課時給學生的筆記或課本。
亞里士多德不只研究了當時幾乎所有的學科，他也對這些學科做出極大的貢獻。在科學上，亞里士多德研究了解剖學、天文學、經濟學、胚胎學、地理學、地質學、氣象學、物理學、和動物學。在哲學上亞里士多德則研究了美學、倫理學、政治、政府、形而上學、心理學、以及神學。亞里士多德也研究教育、文學、以及詩歌。亞里士多德的生平著作加起來幾乎就成了一部希臘人知識的百科全書。一些人還認為亞里士多德可能是在那個時代裡最後一個精通所有學科和既有智慧的人了。
亚历山大死后，雅典人开始奋起反对马其顿的统治。由于和亚历山大的关系，亚里士多德不得不因为被指控不敬神而逃亡至哈尔基斯避难，他的学园则交给了狄奥弗拉斯图掌管。亞里士多德說他會逃離是因為：「我不想讓雅典人再犯下第二次毀滅哲學的罪孽。」（隱喻之前蘇格拉底之死）不過在一年之后的公元前322年，亚里士多德因為多年积累的一種疾病而去世。亞里士多德還留下一個遺囑，要求將他埋葬在妻子墳邊。

## 哲學觀

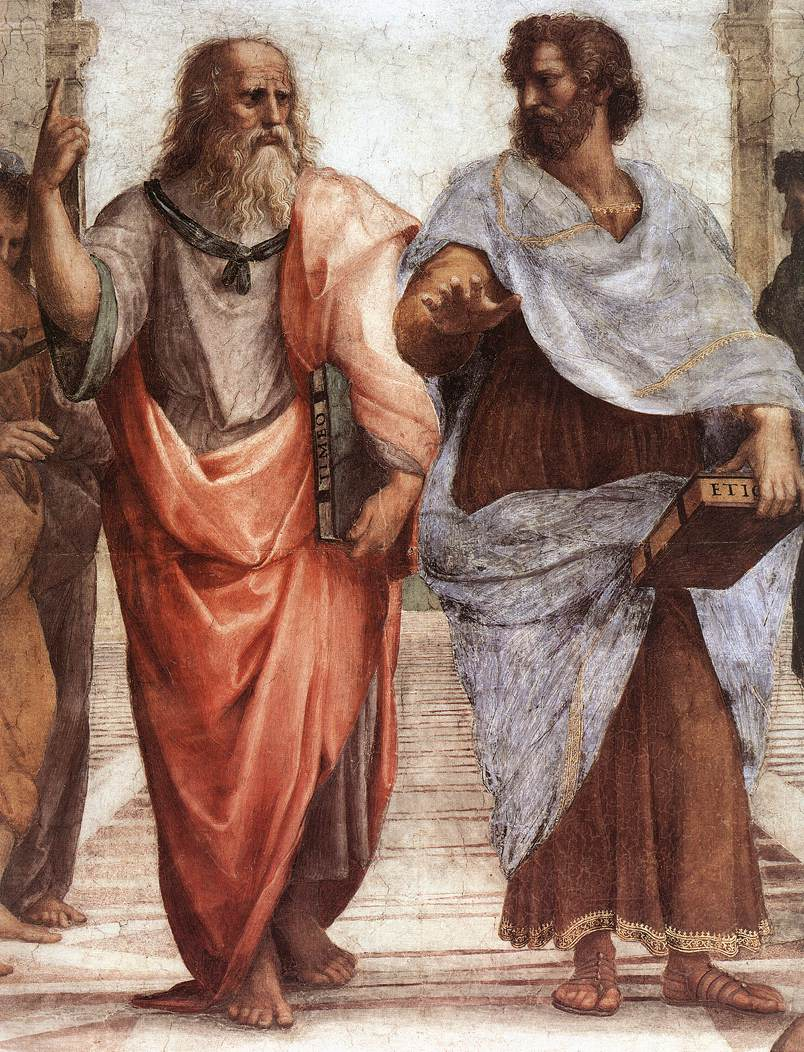
《雅典學院》的細節。柏拉圖手指向天，而亞里士多德則手指下地。

柏拉圖將他的哲學定義為「理念的科學」，理念指的是所有現象的基礎原理。師徒兩人都認為哲學是研究宇宙的科學，不過，亞里士多德是透過研究各種特定事物的實質來研究宇宙，而柏拉圖則認為宇宙與其他特定事物都沒有相連，在柏拉圖來看那些事物都只是宇宙豎立的樣本或模型罷了。
對亞里士多德而言，研究哲學意味著從研究特定現象提升為研究事物的實質；但對柏拉圖而言，研究哲學則代表著從研究一個普世理念提升為研究這些理念所轉化的特定樣本。亞里士多德的研究方式既是歸納法的也是演繹的，而柏拉圖的研究方式在本質上則是源自於先驗的原則（Jori, 2003）。
依照亞里士多德的說法，「自然哲學」一詞表示對於自然世界的研究，這包括了運動、光、物理定律。在許多世紀之後這些領域成為了現代科學的根基，被以科學方法加以研究。在現代，「哲學」這一詞通常僅被用於形容形而上學的領域，而非那些以物理科學方式觀察自然世界的研究。相較之下，在亞里士多德的時代，「哲學」一詞包含了所有人類知識的層面。
更廣泛的說，亞里士多德將哲學與邏輯推理並立了，他將之稱為哲學的「科學」。不過，他所使用的科學一詞涵義與現代所謂的科學方法並不相同，「所有的科學（推理）要不是實際性的，就是可想像的、理論性的。」亞里士多德的實際性意味著倫理學和政治—亦即政治學，而可想像的科學則意味著對於詩歌和其他美術的研究，理論性則是對於物理學、數學、以及形而上學的研究。
有關形而上學和哲學，亞里士多德將之定義為「對無形事物的認知」，並稱之為「第一哲學」、「理論的科學」、或稱為「在最高抽象層次的事物」。而邏輯（或稱為「分析」）則被亞里士多德視為是學習哲學的基本階段，也因此亞里士多德的哲學可以被分為：
1. 理论的科学（数学、自然科学和后来被称为形而上学的第一哲学）
2. 实践的科学（伦理学、政治学、经济学、战略学）
3. 创造的科学，即诗学、修辞学[4]。

## 科學研究
在雅典任教的期間，亞里士多德領導了當時大多數的科學研究和思想，這段期間也成為他生涯中最為後人所知的時期。不過，亞里士多德的大半生涯其實都是花在研究自然科學領域上。雖然他的形而上學著作包含了許多對於數字本質的研究，但他對於數學本身並沒有做出原創的貢獻。不過他的確在許多自然科學領域上做出原創貢獻，包括了植物學、動物學、物理學、化學、氣象學、以及其他科學學科上。
亞里士多德對於科學的貢獻大多是理論性的，而不是數字性的。到了16世紀以後科學家們開始使用數學研究物理科學時，亞里士多德的作品中被發現出許多錯誤。他的錯誤主要是來自於對質量、速率、力度以及溫度等概念的缺乏，他了解速率以及溫度為何，但卻缺乏測量它們的數字概念，也只有用過一些基礎的實驗配備如鐘或溫度計從事研究。
亞里士多德的著作提供了許多科學的觀察和記載，不過這些著作裡也有一些奇怪的錯誤。舉例而言，在《動物史》一書裡亞里士多德主張雄性動物比雌性擁有更多牙齒。同樣的，伽利略·伽利莱也指出亞里士多德提出的重物體掉落速度快於輕物體的主張是錯誤的。
在物理学方面，亚里士多德认为各物体運動方式分兩種，一種是自然界的「自然運動」，一種是非自然的「受迫運動」，不同於前者，受迫運動只有在一个不断作用着的推动者直接接触下，才能够保持运动。根据亚里士多德的说法，“真空”是不能存在的，因为空间必须装满物质。这样才能通过直接接触来传递物理作用。后世的物理学家艾萨克·牛顿指出了亚里士多德这一论断的谬误，指出了“力不是保持物体运动的直接原因。力只能改变物体的运动状态。”可以说，在牛顿经典力学体系的大厦没有造起来之前，整个西方世界的科學都以展開亚里士多德的物理学科來進行。
不過，亞里士多德在科學理論上犯下的一些錯誤並不能抵銷他對於科學領域的重要貢獻。舉例而言，他主張將邏輯學及生物學提升為正式的學科，並立下了至今的研究基礎。他也提出了對於自然的基本概念，主張研究自然事物可以提供有用的知識。亚里士多德的《物理学》一书最为正确的翻译是《自然哲学》，他所讲的物理学不同于现在的物理学，该书是一本哲学著作，但不是如《形而上学》一般的纯哲学著作，而是研究自然现象的自然哲学，它包括了今天物理学的一些内容，还容纳了化学、生物学、天文学、地学等等。该书研究自然界的总原则和物质世界的运动变化总规律。这种将现象上升到哲学高度的方法和思想，即从事物中提取出共有特征，是划时代的。

## 邏輯學
亞里士多德提出的邏輯概念成為了支配邏輯學界的理論，這一直要到19世紀才被數理邏輯取代。伊曼努尔·康德在《純粹理性批判》中指出亞里士多德的邏輯理論是完全以演繹推理的方式架構而成的。

### 歷史
亞里士多德自稱在他之前，邏輯領域都還沒有人認真研究過（Bocheński, 1951）。不過，柏拉圖曾透露在亞里士多德之前便已有人開始研究語法學，探索對詞彙使用的邏輯。邏輯似乎是從辯證法裡衍生出來的，更早期的哲學家便已會使用反證法概念來討論哲學，但卻從沒有認真探索其中的邏輯意義。即使是柏拉圖在邏輯研究上也有所障礙，雖然他大致了解要如何建構一套演繹推理的體系，但卻從沒有真正投入建構過。柏拉圖只依賴於他的反證法，將不同的科學和研究方法混合在一起（Bocheński, 1951）。柏拉圖認為邏輯演繹只是從假說上衍生而出的，因此他只專注於提出清楚正確的假說，認為以此便能得到正確的結論。後來柏拉圖才認識到在演繹中的過程可能對於取得結論大有幫助，不過他從來沒有以這種方法成功研究過，雖然他曾將他的嘗試經驗和研究方式記載於《智士篇》裡（Rose, 1968）。

### 分析和推理
亞里士多德提出的邏輯理論在現代通常被稱為「亞里士多德邏輯」，不過亞里士多德自己則將之稱為「分析學」，「邏輯」一詞在那時代表的僅是傳統的反證法。許多亞里士多德的著作可能都已遭後人修改，尤其是被當時他的學生和後來的教師。亞里士多德提出的邏輯理論在1世紀時被編纂為六本書出版：
1. 範疇論
2. 解釋論
3. 分析前篇
4. 分析後篇
5. 題旨
6. 謬誤論証

六本書撰寫的順序（以及他們用於教學的時間）並不確定，不過這個列表是在研究亞里士多德的著作後才列出的。一開始是邏輯的基礎，介紹一些簡單名詞的範疇。接下來則是對於越來越複雜的研究，包括了邏輯的形式—三段論（在分析前後篇裡）以及反證法（在題旨篇和謬誤論証篇裡）。除此之外亞里士多德有一本討論邏輯的著作並沒有列在這六本書裡：《形而上學》的第四篇（Bocheński, 1951）。

### 模態邏輯
亞里士多德也透過邏輯的模態（模態邏輯）創造出了三段論。模態一詞代表的意思是「模型」，模態邏輯所要研究的就是「真理」的模型。亞里士多德也提出了「可能的」與「必然的」兩種研究假說的差異概念，並且建構了一套邏輯的研究方式，以探索那些難以被解讀出來的真相。（Rose, 1968）

## 自然哲学

### 五大元素
亞里士多德認為“沒有和物質分離的虛空”、“沒有物體裡的虛空”。世界由五大元素構成：
- 土：又冷又乾燥，對應現代固體概念。
- 水：又冷又潮濕，對應現代液體概念。
- 火：又熱又乾燥，對應現代熱量概念。
- 空氣：又熱又潮濕，對應現代氣體概念。
- 以太：構成天球和天體（恆星和行星）的神聖物質。

地球上的四種元素都有其自然的地方；地球是宇宙的中心，接著是水、空氣、然後是火。這些元素也會進行自然的運動，不需任何外界的動力。因此人的軀體會沉入水中、水會隨著空氣蒸發、蒸發後的水氣隨著雨降下、火可以在空氣中燃燒，這些元素有著永恆的運動循環。

### 原因關係与四因说
亚里士多德认为自然界有一種「原因」關係的存在。這種“原因”观念不同于近代以来的“因果”观念，“原因”与“为什么”相对应，并不与“结果”相对应。即“目的因”、“物質因”、“动力因”和“形式因”。
「物質因」（Material Cause）代表了一個事物從一堆零件、成分、基礎、或是原料所組成的存在形式，將物質的構成追溯至零件的部分（要素、成分），接著形成一個完整的（系統、架構、混合、綜合、複合、或結合）。舉例而言，形成一尊大理石雕像的大理石等原料便是物質因。
「形式因」（Formal Cause）可以告訴我們一個事物是由怎樣的定義、形式、形狀、本質、綜合、或原形所構成的，解釋了構成一個事物的基本原則或法則，這只是整個事物（整套原因關係）的其中一部分（宏觀結構）。舉例而言，雕塑一尊大理石雕像的草稿或設計圖就是其形式因。
「動力因」（Efficient Cause）指的是改變事物的動力及起因，研究「是什麼改變了什麼、而又是什麼造成了這個改變」，範圍包括了所有事物間的媒介，包括有生命的或無生命的、動力的起源或是被改變的事物。舉例而言，將大理石雕刻為雕像的藝術家就是動力因。
「目的因」（Final Cause）指的則是一件事物存在的原因、或是改變的原因，包括了有目的的行動和活動。一件事物的目的因是它之所以存在的原因，或者說是它之所以改變的原因。這也解釋了現代所謂的心理動機，包括了意志、需求、動機、理性、非理性、倫理，所有這些動機都是創造行為的來源。舉例而言，一尊完成了的大理石雕像就是藝術家的目的因（目的論）。
除此之外，事物彼此之間可以互相影響，造成結果的改變，例如勤勞工作可以獲得美好生活、或反之亦然，雖然沒有相同的原因過程或是功能，一件事物是整套因果關係的開端，而另一件事物則是結果。亞里士多德最初便提出一套交互性的或循環性的原因關係，解釋事物間的互動對彼此的影響。不過亞里士多德也指出同樣的事物可以被用於製造相反的結果，而在原因關係中一件事物的存在與否也會影響結果。
亞里士多德指出兩種原因關係的模型：傳統的（既有的）原因關係、以及意外的（改變的）原因關係。所有的原因，無論是傳統的或意外的，都可以被當作潛在的、或實際的、特定的、或一般的性質。這也可以套用至原因關係的影響上，一般的影響可以歸類為一般的原因、特定的影響可以歸類為特定的原因、行動的影響可以歸類為實際的原因。在實質上，原因關係並不代表原因和結果兩者之間必然存有時間性的互動關係。
對於原因關係的進一步研究則將各種原因劃分適合的等級，例如目的>動力>物質>形式（托马斯·阿奎纳），或者是將所有原因關係限制為物質和動力原因之間的互動、或是只有動力原因（決定論或機會）、或是僅限於一系列的和一連串的自然現象互動（自然科學是解釋事物如何發生、而不是解釋為什麼發生和發生後的情形）。

### 機會和自發性
機會和自發性都是事物改變的原因。機會是造成一件事物改變的意外原因，它是「來自於自發性的」（但要注意的是自發性並不會來自於機會）。更明確的說，亞里士多德所謂的「機會」就像是一般所說的「巧合」。一個人為了達成某項目標而做出某些動作，但他同時也可能（非預期中的）改變了其他事物。舉例而言，一個人試圖籌募捐款，他可能會找到另一個願意捐出一定數量金錢的人。但如果這個募款者並不是真的為了收集金錢而進行募款行動，而是帶有其他的目標，那麼亞里士多德便會將捐款給他的人帶來的金錢歸類為「機會」的結果。因為機會而發生的事情並不常見，換句話說，如果一件事經常發生、或是總是發生，那麼我們便不能將之歸類為機會。
不過，機會只能用於人類身上，它是屬於道德行為的領域。依據亞里士多德的說法，機會必須要包含人類抉擇的成分（也因此會經過思考），而只有人類才有辦法思考和抉擇，「不具行動能力的東西便不具有獲得機會的能力」（Physics, 2.6）。

## 宇宙論
亞里斯多德認為由於宇宙的中心是土原素的自然地點（natural place），地球必然位於宇宙的中心。它是一個靜止的球體，有多層的天體環繞它運行，最接近地球的是月球，之後是太陽和五個行星，最後是無數固定的星星。更清楚地說，這些天體是依附在多個以地球為中心轉動的透明球體上運行的。距離地球最遠的星星只有一個天球，至於其他天體，每一個都需要一組天球才能解釋它複雜的實際運行情況。
亞里斯多德認為在月球和地球之間，存在不同的區域，每一個區域主要由一種原素（element）組成。最接近月球的是火原素的區域，其中有閃電、流星、彗星等物體。下面是氣原素的區域（即大氣層），接著是水原素的區域（即海洋湖泊），最後是土原素的區域（即土地）。月球下面的所有物體都是以這四種元素以不同的比例組成的，而其中的主要原素決定了它們表現的各種特性。例如石頭的主要成份是土，而土有自然向宇宙中心移動的本性，因此當我們放手的時候，原本拿在手中的石頭便會立刻在空氣中下墜。與土相反，火的本性是遠離宇宙的中心移動，因此火永遠是向上走的。氣和水的本性則介乎兩者之間，氣與火相近而水則較接近土，這解釋了為什麼月球和地球之間有不同的區域。月球下面的物體，不論是生物還是非生物，都不斷變化，組成萬物的四種元素也不斷互相轉化和轉換位置，在每一個元素區域都不斷有別的元素產生，它們出現後便立刻按著它們的本性向上或向下移動。
月球以上的天體，與它下面的物體有根本的不同的特性，它們是永恆不變地進行均速圓周運動的。亞里斯多德由此推斷，天體和天球是由另一種元素組成，他把這第五種元素稱為以太（ether）。我們能看見天體，是因為組成它們的以太是密集的，能反射太陽的光。與其他原素向上或向下的自然移動不同，以太的本性是進行圓周運動的。此外，以太不能與其他元素互相轉變，也不能與它們轉換位置，因此天上永遠只能有以太這種元素存在。這解釋了為什麼天體能永恆不變地進行均速圓周運動。
為了確保月球下面的物體能不斷地變化，亞里斯多德認為必須有一個永恆的首動者，而能擔當此重任者則非天體莫屬。由於天體所依附的球體永恆不變地轉動，與它們直接接觸的由火和氣組成的球體也不斷地被驅使轉動起來。因此天體對於下面的物體是有單向影響力的。
最後，亞里斯多德認為要完滿地解釋天體的複雜運行，需要有思想和渴望的心靈作為最終的原因，因此，他認為天體是有智慧和生命的。

## 形而上學
《形而上学》该书名为后期编辑所加，原意为“［亚里士多德］在物理学课程之后［所讲授的内容］”，现流传的古希腊文标题为τὰ μετὰ τὰ φυσικά，或来自Ἀριστοτέλους τῶν μεταφυσικῶν，或来自 Ἀριστοτέλους τῶν μετὰ τὰ φυσικά。例如陈康教授曾将此书名翻译为《物理学之后诸篇》。
亚里士多德定义形而上学为“非物质存在”或“最高程度抽象的存在”的知识。他把形而上学和神学一起称为“第一哲学”。

### 實體
亞里士多德在他的《形而上學》一書中檢驗了「實體」（ousia）和「本質」（to ti ên einai）的概念，他指出一個特定事物的實體是來自於形式和質料兩者的結合。在第八卷中他總結道實體的「質料」是來自於構成它的結構或材質，例如構成房屋的質料便是磚塊、石頭、木材等等，或者任何可能用於建構房屋的材料。而「形式」指的則是真正的一棟房屋，亦即一棟可以用於「遮掩身體和家當」的建築，或是其他任何帶有同樣含意的事物。組成這棟房屋的成分是屬於「質料」的部分，而這棟房屋本身則是屬於「形式」的部分。

### 普遍性和特殊性
亞里士多德的老師柏拉圖爭論說所有事物都有一個普遍性形式，它可以要么是一個性質，要么是與其他事物的一種關係。比如，當我們看一個蘋果的時候，并且我們還可以分析出一個蘋果的形式。在這種區分中，有一個特定的蘋果和一個蘋果的普遍形式。此外，我們可以把一個蘋果放置在一本書的旁邊，那么我們可以說這本書和這個蘋果二者是相互靠近的。
柏拉圖爭論說有著并非特定事物的一部分的某些普遍形式。例如，有可能沒有特例的好人存在，但“好人”仍是一個真正的普遍性形式。伯特兰·罗素是贊成柏拉圖的“未示例的普遍性”的當代哲學家。
亞里士多德在這個問題上不贊同柏拉圖，他論說所有普遍者都是有示例的。亞里士多德爭論說沒有不能聯繫於存在事物的普遍者。遵照亞里士多德，如果普遍者存在，它要么作為一個特定者要么作為一種關係，那么在過去、現在或未來，必定有可以斷定為這個普遍者的某個事物。作為結論，遵照亞里士多德，如果某個普遍者無法被斷定為存在於某個時期的一個客體，那么它不存在。
當代哲學家認同這個立場的一種方式是通過斷言埃利亞原理。
此外，亞里士多德在普遍者的位置上不贊成柏拉圖。因為柏拉圖談論了形式的世界，這是所有形式存留的位置，亞里士多德主張普遍者們存在於被斷定為每個普遍者的每個事物內。所以遵照亞里士多德，蘋果的形式存在於每個蘋果內，而不是在形式的世界內。

### 潛能性和實際性
考慮到事物的改變（kinesis）以及其原因關係，亞里士多德將改變的種類分為：（1）成長或縮小，有關數量的變動、（2）運動，有關空間的變動、（3）改變，整體質量的變化。配合形式與質量的假設，亞里士多德在這裡提出了「潛在性」（dynamis）和「現實性」（entelecheia）的概念，
所謂「潛在性」指的是特定事物有能力達成的改變，假設在沒有遭到任何外力阻撓的情況下。舉例而言，一粒埋在田地土壤裡的種子是潛在的（dynamei）農作物，假設它不被其他事物干擾，它就會順利生成農作物。潛在的事物可以是「行動的」（poiein）或是「被行動的」（paschein），其潛在性也可以是與生俱來的、或經由行動或學習而達成的。舉例而言，眼睛帶有看見事物的潛在性（與生俱來的、被行動的），而演奏長笛的能力則是透過學習而來的（練習、行動的）。
所謂「現實性」指的則是潛在性被發揮後的成果，成果（telos）是所有事物改變的基本原則，潛在性也是為了要達成結果才存在的，因此現實性本身就是成果。回到上述的田地例子，種子開花結果出的農作物便是其「現實性」。
總而言之，一棟房屋的「質料」是其「潛在性」，而房屋的「形式」則是其「現實性」。提出房屋設計圖的形式因（aitia）、以及將潛在性建構為真實一棟房屋的則是房屋建造者的理性（logos），而建構完成的房屋本身則是原因關係的結尾—「目的因」。亞里士多德總結指出現實性在公式上是比潛在性更早存在的，在時間上和實體上都是如此。
在定義了特定實體（形式和質料）之後，亞里士多德試著研究事物為何構成的問題：例如是什麼東西構成了人類？如果依據柏拉圖的概念，這個問題只會得到兩個解答：動物和兩隻腳，但這並不能讓人構成一體。然而依據亞里士多德的概念，潛在的事物（質料）以及真實的事物（形式）其實是同一樣東西，兩者是合為一體的。（Metaphysics VIII 1045a-b）

## 倫理學
雖然亞里士多德的許多著作都討論到了倫理學，但在這方面最主要的著作是《尼各馬可倫理學》一書，這本書也被認為是亞里士多德最偉大的著作之一。亞里士多德認為倫理知識並非一種「精確的」知識，倫理也因此與邏輯或數學都大不相同，而是類似像對於營養和運動的知識一般的「常識」。而且，由於倫理是一種實踐的學科而非只是理論性的，亞里士多德認為一個人若要成為「好人」，便不能只研讀美德為何，而要親身實踐美德才行。舉例而言，一個人要成為好的足球員，並不能只依靠研讀理論，而是必須要付諸實際練習。亞里士多德首先提出了美德的標準，他先假設人的任何行為都是有所目標的、而這些目標是「好的」。而被他稱之為「至善」的最終目標則是：幸福（希臘語為eudaimonia—有時也可以翻譯為「活的很好」）。
亞里士多德主張幸福並不能只依靠快樂感、或是單純的名聲和榮譽而獲得。在「研究了人類的各種特定功能後」，亞里士多德終於找出他認為幸福的來源。他分析人的心靈並且將其畫分為三個部分：營養的心靈（包含農作物、田地、和人類）、知覺的心靈（動物和人類）、以及理性的心靈（只有人類）。也因此，一個人類的功能就是去做人類應該做的事情、去做那些讓人類之所以特殊的事情：使用理性的能力。作出這樣事情的人類就會快樂，因為他們達成了屬於理性心靈的目標或本質。取決於人們追求理性心靈的程度，亞里士多德將人類劃分為四種等級：道德的、自制的、不自制的、以及邪惡的。
亞里士多德相信所有倫理美德都是來自於達成「過度」與「貧乏」之間的平衡點。不過，這並不表示亞里士多德相信道德相對主義。他將幾種情緒（如恨、羨慕、忌妒等）以及幾種行為（如通姦、偷竊、謀殺等）歸類為錯誤的一邊，無論這些情緒及行為是在怎樣的情況下產生亦然。
在《尼各馬可倫理學》中，亞里士多德通常專注於在各種領域中找出介於兩個極端之間的平衡點；例如正義、勇氣、財富等等。舉例而言，勇氣是兩種感覺（恐懼和自信）之間的平衡點，並以此平衡點為基礎採取的行動（勇氣的行動）。太多恐懼、太少自信會導致懦弱，而太少恐懼、太多自信則會導致草率、愚蠢的抉擇。亞里士多德說找出事物的平衡點是找出幸福的關鍵，而幸福本身則是最終的至善形式。介於兩者之間的那個平衡點也常被稱為中庸之道（Golden Mean）。
亞里士多德也寫下他對於正義的概念。他將正義定義為兩個部分：一般的正義和特別的正義。一般的正義是亞里士多德所提出的正義形式，只有在一個完美的社會裡才可能存在。特別的正義則是對於特定的犯罪或非正義行為施加懲罰。也是在這裡亞里士多德主張人需要受過訓練的判斷能力，以判斷特定事件正義與否。亞里士多德說發展好的習慣可以培養出好的人類，而練習奉行中庸之道則可以讓一個人活的更健康、快樂。

### 特色
亞里士多德的倫理學根基於早期的希臘倫理學，尤其是來自於他的老師柏拉圖和柏拉圖的老師蘇格拉底。蘇格拉底本身並沒有留下任何著作，柏拉圖留下的著作主要是為廣大群眾撰寫的，亞里士多德則留下較多學術性的作品。與柏拉圖不同的是，亞里士多德對於自己提出的整體理論較常抱持保留態度，並且在倫理學上較不會堅持其理論的正確性。不過這些哲學家的整體思想，還是相當接近的。
蘇格拉底是第一個專注於研究倫理學的希臘哲學家，這種努力或許是為了解決詭辯的出現，當時強調修辭學、道德相對主義、以及違逆雅典傳統諸神的詭辯技巧盛行一時（他們也用詭辯技巧違逆其他許多傳統）。詭辯者可以對當前的社會提出大量的問題，但卻沒有提供解答。
蘇格拉底、柏拉圖、亞里士多德全都有著立場分明的倫理學系統，人們可以選擇追求美德以獲得幸福和繁榮。他們都認為美德的行為是可以透過教導和練習的，他們也都認為倫理學是建基於理性上，而且奉行美德也有其理性的原因。這與詭辯者所強調的道德相對主義形成強烈對比，他們認為許多不同的行為在不同的社會裡也有不同的標準。事實上，同樣的論點在現代的倫理學界依然是存在爭議的話題。
除了這些基本的相同點外，蘇格拉底、柏拉圖、與亞里士多德三人之間的倫理學差異並不大。主要的差異在於蘇格拉底和柏拉圖認為懂得美德的行為為何便已足夠讓一般人過著美德的生活，沒有懂得美德的人或做出邪惡的事情。亞里士多德則認為（以及後世大多數哲學家都同意這點）許多人了解自己做的事情是壞事，但由於意志的脆弱而仍從事之。柏拉圖只列出幾樣標準的美德：智慧、勇氣、節制、和正義，亞里士多德所列出的則遠遠不只這些。

## 政治学
除了致力于个人的伦理学著作之外，亚里士多德还在标题为《政治学》的著作中致力于城邦。亚里士多德的城邦概念是非常有组织的，他被认为是以这种方式构想城邦的第一人。亞里士多德认为城邦应是自然共同體。此外，他认为城邦应当先于家族，而家族又先于个人，就是说在生成次序中最后，而在存在次序中最先（1253a19-24）。他还著名于他的论述“人本质上是政治动物”(Men is by nature a political animal.）。亚里士多德把政治构想为更像生物而非机器的存在，是离开其他部分就不能存在的多个部分的搜集。某些人批评亚里士多德的政治理论，因为某些思想家比如胡安·吉恩斯·德·塞普尔韦达用他的天然奴隶的想法来证明欧洲人对印地安人的统治是正当的。
应当注意到现代理解的政治共同体是国家。但是，国家不适合于亚里士多德，他提及的政治共同体是城邦。亚里士多德把城邦理解为在政治上“合伙”，而不在社会契约之下，也不是马基維利所理解的政治共同体。随后，建立城邦不是为了避免不公平或为了经济稳定（1280b29-31），而是为了过良好的生活：“政治上合伙必须被尊重，它是为了高尚行为而存在的，而不是为了生活在一起而存在的”（1281a1-3）。这可以区别于社会契约理论，它声称个人由于“畏惧暴死”或“厌恶麻烦”而放弃自然状态。
这也使亚里士多德成为将伦理学与政治学区分开来的第一人，是古代政治学的开创者。

## 影響

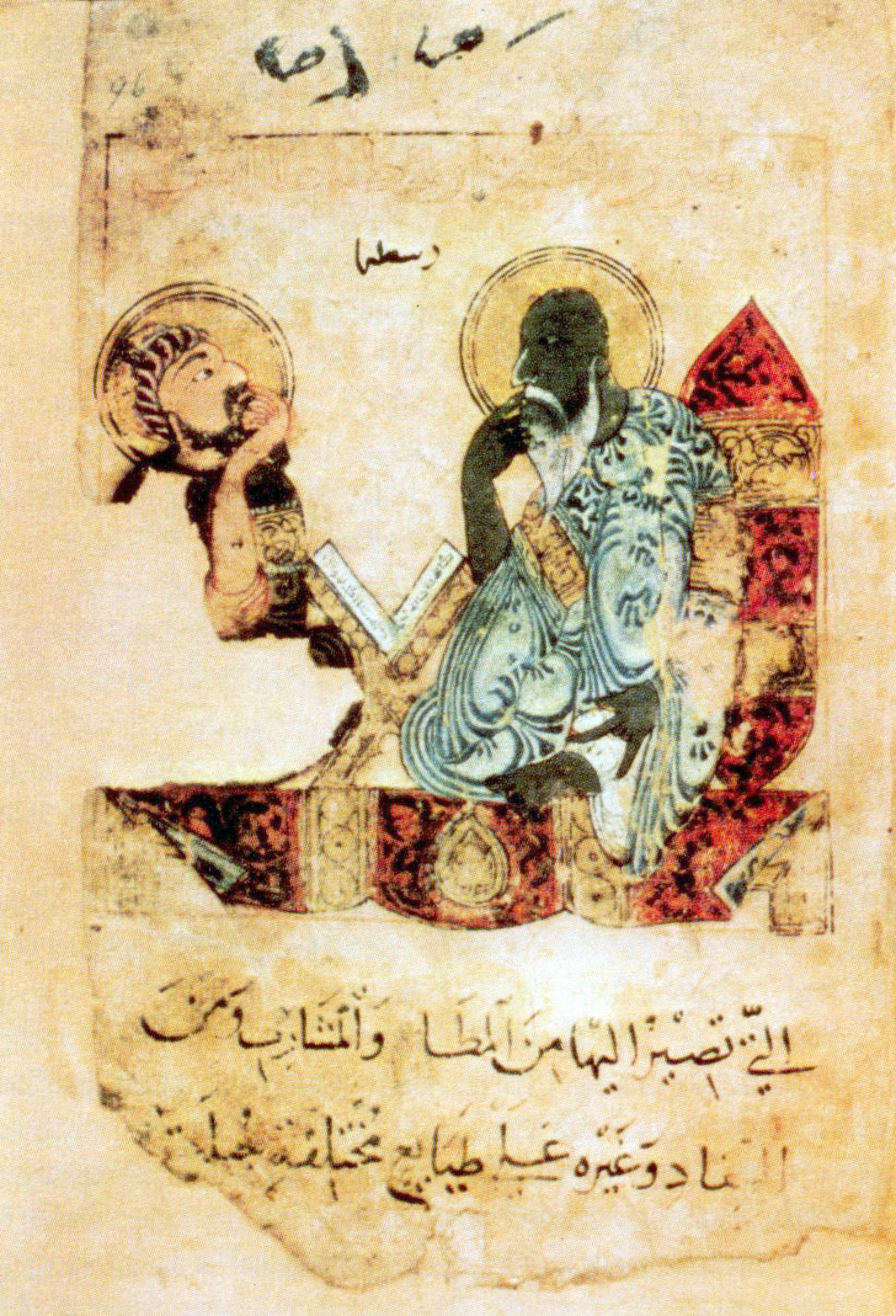
早期伊斯兰的亚里士多德肖像。

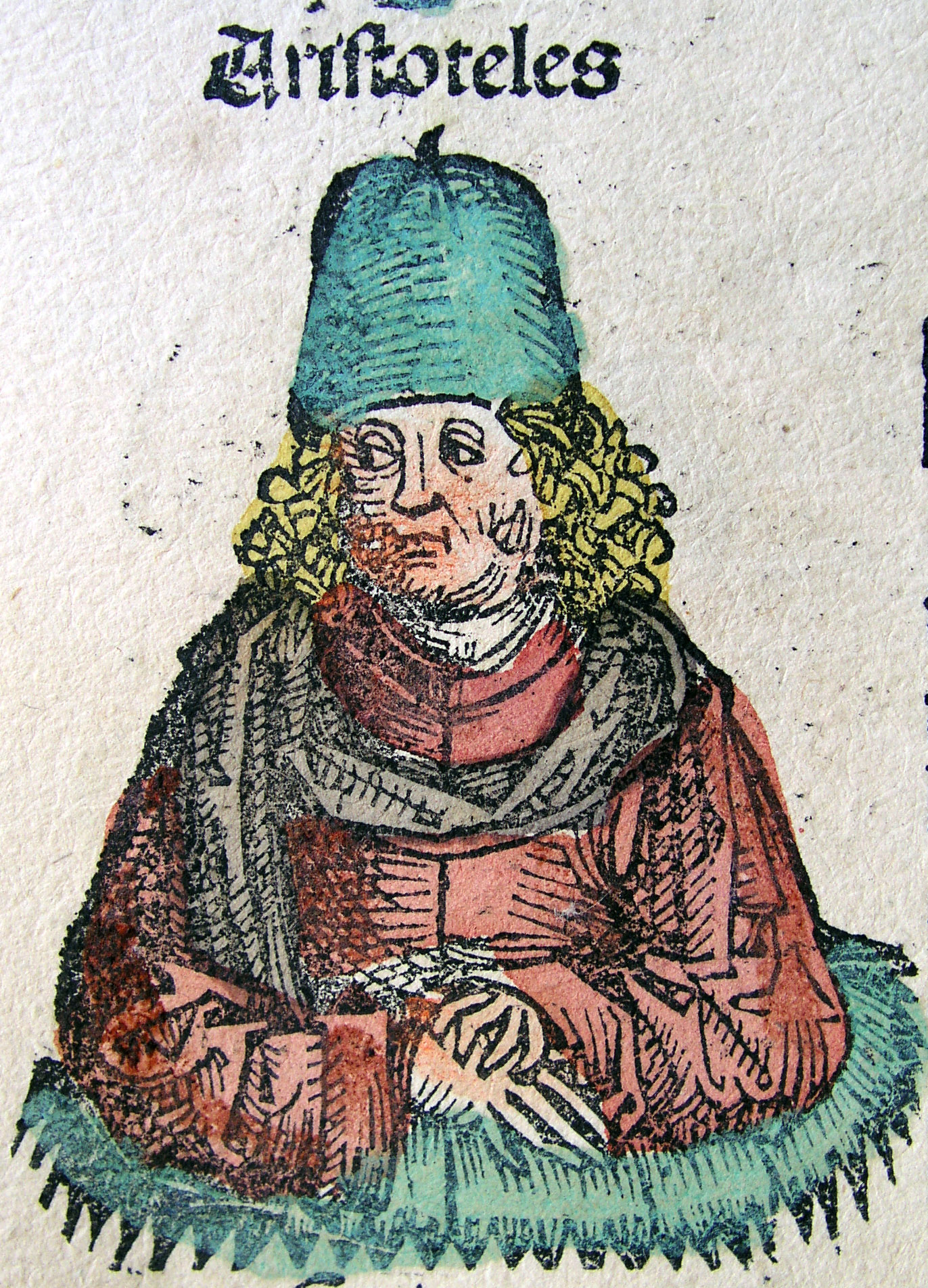
亚里士多德在1493年的《纽伦堡编年史》中被描绘为一个十五世纪学者。

亞里士多德留下的著作成為最完整而又最具影響力的哲學系統之一，或許高過史上任何的一個思想家。他單獨創立了邏輯學、生物學、以及心理學，某種程度上他被認為是科學研究方法之父。他也在兩千年前的《政治學》一書中預言了工業革命的來臨：「如果每個機器都能製造其各自的零件，服從人類的指令和計畫…如果梭子會自己來回飛動、如果弦撥會自己彈奏豎琴，完全不需人手操控，工頭將不再需要領導工人，奴隸主也不再需要指揮奴隸了。」
經院哲學的思想家如托馬斯·阿奎納將亞里士多德稱為「哲學家」，這些思想家將亞里士多德的哲學與基督教思想混合，將古希臘的哲學帶入中世紀。不過，在混合的過程中他們也不得不拋棄了一些亞里士多德的科學和美術原則，以免基督教思想與現代科學法則和觀察法則產生衝突。中世紀的英國詩人喬叟便曾描寫道他的學生：
在他的床上有著

二十本黑色或紅色封面的書

藏著亞里士多德和他的哲學。
義大利詩人但丁則將亞里士多德佈置在第一層地獄裡：
我看見了熟習各種技藝的人們，

在哲學家的圈子裡，

帶著我的欽佩和崇敬，

我看見了柏拉圖，也看見了蘇格拉底

他就站在離柏拉圖旁邊最近的位置。
後來的德國哲學家尼采曾表示他的哲學思想幾乎完全來自於亞里士多德。亞里士多德的倫理和道德原則也被一些現代哲學家如艾茵·蘭德所吸收和發揚。

## 作品的遺失
雖然亞里士多德寫下許多經典的論文和對話錄（西塞羅曾稱讚亞里士多德的作品是「一系列的黃金」），大多數他的著作在今天都已經遺失，而少數保留下來的著作的真實性也經常受到質疑。亞里士多德的作品在歷史上曾遭遺失而又重新尋獲數次，一般認為目前保留下來的作品數量只有全部原始作品的五分之一而已。
有關亞里士多德作品的下落，斯特拉博曾經在他的《地理學》和《普魯塔克傳》書裡提起，依據他的說法，作品的原稿在亞里士多德死後被傳給他的學生泰奧弗拉斯托斯，泰奧弗拉斯托斯又把原稿交給弟子納留（Neleus），納留接著將它們從雅典帶回瑟柏雪（Scepsis），在納留去世後他的家人們將原稿收在地窖裡，使得原稿逐漸腐爛。原稿直到前1世紀才被來自提奧斯的收藏家阿佩利孔（Apellicon）發現並買下，將它們帶回雅典。依據這個說法，阿佩利孔試著修復一些原稿在地窖存放期間蒙受的損害，但也使得一些文字產生錯誤。當盧基烏斯·科爾内利烏斯·蘇拉在西元前86年佔領雅典時，他將阿佩利孔的原稿帶至羅馬，原稿在前60年被文法家第勒尼昂（Tyrranion）出版，接著又被逍遙學派的哲學家安德羅尼克斯出版。
不過，現代學者Carnes Lord則認為這個故事謠傳已久只不過是因為它反映出「對消遙學派在第三世紀中快速衰退的最合理解釋，以及解釋亞里士多德著作裡的大量知識在雅典時代後的遺失，同時也反映出亞里士多德學派在第一世紀的突然興起。」，他認為這個故事的真實性並不可靠。首先他指出當時原稿的狀態若在經過那麼多年的耗損後，不可能被阿佩利孔的外行技術所修復。他也指出亞里士多德的許多著作在這個謠言據稱藏於地窖的時期便已在雅典四處流傳。另外，亞里士多德原稿的出版時間與謠傳中安德羅尼克斯的出版時間不合，古代圖書館分類記載中亞里士多德文集出現的時間也早於那個時候。Lord認為《政治學》等書曾被後亞里士多德學派的成員所竄改，不過他也認為這些作品相對來說保留至今較為完整。
在羅馬時期結束後，亞里士多德的作品又在西方世界遭受第二次大量遺失。不過這次有許多東方的穆斯林學者和哲學家將他的作品保留下來，之中許多人還對他的作品進行廣泛的研究和評論。亞里士多德的作品成為伊斯蘭哲學中法爾薩法運動的重要基礎，也影響了阿維森納、亞維侯等人的思想。
當法爾薩法運動的影響力傳至西方世界時，克雷莫納的翻譯家傑拉德開始翻譯亞里士多德的作品。來自穆爾貝克的威廉也將一些作品翻譯為拉丁文。當托馬斯·阿奎納撰寫他的神學思想時，他開始閱讀穆爾貝克的翻譯，接著對於亞里士多德思想的興趣和研究開始在西方世界復甦，亞里士多德學派於是得以在歐洲重现。

## 著作

### 主要作品

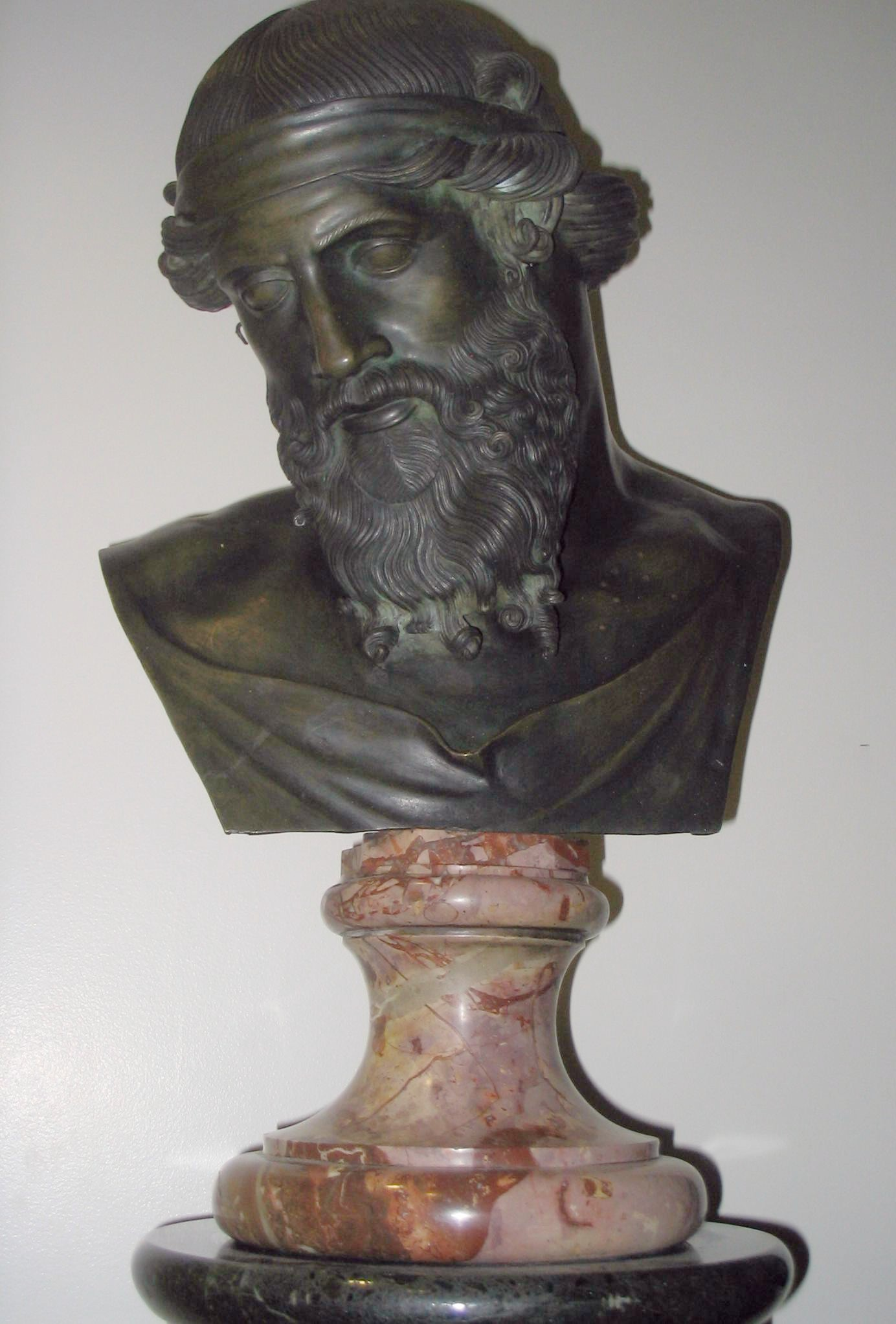
在西方世界裡，亞里士多德的半身雕像幾乎已成了高雅文化的象徵之一。

亞里士多德的廣泛作品在《亞里士多德文集》（Corpus Aristotelicum）中被分為五大類。以下的編號是依據牛津大學翻譯版本設下的標準所排列的。以下有些作品的真實性仍有爭議，不同書中對於亞里士多德的身分、他的學生、以及書中的觀點也不完全一致。有些作品例如《雅典政制》則被大多數學者認為是亞里士多德「學派」在亞里士多德指導下所撰寫並編輯的。其他的作品如《論顏色》則可能是亞里士多德的學生所著，例如泰奧弗拉斯托斯。一些作品例如《論植物》則可能是以亞里士多德名义由他人撰寫的。以下的分類刪去了最後一個包括中世紀占星術、魔法的分類，因為這些偽作會套用亞里士多德之名純粹是為美化和宣傳之用。以下作品中真實性有極大爭議的會以星狀符號「*」表示。

#### 邏輯著作
- 《工具論》（有關邏輯的著作收藏）：
  - （1a）《範疇篇》—Categoriae
  - （16a）《解釋篇》—On Interpretation
  - （24a）《前分析篇（英语：Prior Analytics）》—Analytica Priora
  - （71a）《後分析篇（英语：Posterior Analytics）》—Analytica Posteriora
  - （100b）《論題篇（英语：Topics (Aristotle)）》—Topica
  - （164a）《詭辯篇（英语：On Sophistical Refutations）》—De Sophisticis Elenchis

#### 物理學和科學著作
- （184a）《物理學》—Physica
- （268a）《論天》—De Caelo
- （314a）《论产生和毁灭》（也叫《论生灭》）—De Generatione et Corruptione
- （338a）《天象論》—Meteorologica
- （391a）《宇宙論》—De Mundo*
- （402a）《論靈魂》—De Anima
- （436a）《自然諸短篇》—Parva Naturalia：
  - 《感覺與所感覺到的》—De Sensu et Sensibilibus
  - 《論記憶》—De Memoria et Reminiscentia
  - 《論睡眠》—De Somno et Vigilia
  - 《論夢》—De Insomniis
  - 《論睡眠占卜》—De Divinatione per Somnum
  - 《論生命長短》—De Longitudine et Brevitate Vitae
  - 《論幼年、老年、生命和死亡、和呼吸》—De Juventute et Senectute, De Vita et Morte, De Respiratione
- （481a）《論呼吸》—De Spiritu*
- （486a）《動物志》—Historia Animalium
- （639a）《論動物的部分》—De Partibus Animalium
- （698a）《論動物運動》—De Motu Animalium
- （704a）《論動物前進》—De Incessu Animalium
- （715a）《動物史》—De Generatione Animalium
- （791a）《論顏色》—De Coloribus*
- （800a）《論聽覺》—De audibilibus*
- （805a）《論向面》—Physiognomonica*
- 《論植物》—De Plantis*
- （830a）《論非凡聽覺》—De mirabilibus auscultationibus*
- （847a）《論力學》—Mechanica*
- （859a）《論問題》—Problemata

#### 形而上學著作
- （980a）《形而上學》—Metaphysica

#### 倫理學著作
- （1094a）《尼各馬可倫理學》—Ethica Nicomachea
- （1181a）《大倫理學》—Great Ethics*
- （1214a）《歐代米亞倫理學》—Ethica Eudemia
- （1249a）《論美德和邪惡》—De Virtutibus et Vitiis Libellus*
- （1252a）《政治學》—Politica
- （1343a）《經濟學》—Oeconomica

#### 美學著作
- （1354a）《修辭學》—Ars Rhetorica
- 《亞歷山大修辭學》—Rhetorica ad Alexandrum*
- （1447a）《詩學》—Ars Poetica

### 《亞里士多德文集》以外的作品
- 《雅典政制》—Athenaion Politeia

### 引用
1. 1 2 3 4  亞里士多德著、吳壽彭譯. . 漢譯世界學術名著叢書. 北京: 商務印書館. 1965.
2. ↑  Neill, Alex; Aaron Ridley. . McGraw Hill. 1995: 488  [2007-03-07]. （原始内容存档于2022-03-12）.
3. ↑  Jones, W.T. . Harcourt Brace Jovanovich. 1980: 216  [2007-03-07]. （原始内容存档于2022-03-12）., cf. Vita Marciana 41.
4. ↑  Stanford Encyclopedia. .   [11/7/2021]. （原始内容存档于2021-12-26）.
5. ↑  Bonitz, Hermann (Übers.).  3.Aufl. Hamburg: Meiner Verlag. 1989.
6. ↑  陈康; 编辑：汪子嵩、王太庆. . 北京: 商务印书馆. 1990: 247.
7. ↑  Ebenstein, Alan; William Ebenstein. . Wadsworth Group. 2002: 59.
8. ↑  Durant, Will. . United States: Simon & Schuster, Inc. 1926 (2006): 92. ISBN 9780671739164.
9. ↑  Durant, Will. . United States: Simon & Schuster, Inc. 1926 (2006): 82. ISBN 9780671739164.
10. ↑  Durant, Will. . United States: Simon & Schuster, Inc. 1926 (2006): 97 fn. ISBN 9780671739164.
11. ↑  Cicero, Marcus Tullius. . Acadmeica. 106BC-43BC  [2007-01-25]. （原始内容存档于2007-09-13）.
12. ↑  Lord, Introduction, 11.
13. ↑  The Complete Works of Aristotle, edited by Jonathan Barnes, 2 vols., Princeton University Press, 1984.

## 外部連結
- PhilPapers上的亚里士多德
- 2553  亚里士多德，Indiana Philosophy Ontology Project
- At the Internet Encyclopedia of Philosophy:
  - Aristotle (general article)
  - Biology
  - Ethics
  - Logic
  - Metaphysics
  - Motion and its Place in Nature
  - Poetics
  - Politics
- At the Internet Classics Archive （页面存档备份，存于）
- From the Stanford Encyclopedia of Philosophy:
  - Aristotle (general article)
  - Aristotle in the Renaissance
  - Biology
  - Causality
  - Commentators on Aristotle
  - Ethics
  - Logic
  - Mathematics
  - Metaphysics
  - Natural philosophy
  - Non-contradiction
  - Political theory
  - Psychology
  - Rhetoric
- Turner, William. .  1. 1907.

作品合集
- 亚里士多德作品的电子书格式  - Standard Ebooks
- At Massachusetts Institute of Technology （页面存档备份，存于）
- 亚里士多德的作品  - 古騰堡計劃
- 互联网档案馆中亚里士多德的作品或与之相关的作品
- 來自亚里士多德的LibriVox公共領域有聲讀物
- 开放图书馆中亚里士多德的著作
- （英語和希臘語） Perseus Project （页面存档备份，存于） at Tufts University
- At the University of Adelaide 的存檔，存档日期15 February 2017.
- （希臘語和法語） P. Remacle （页面存档备份，存于）
- The 11-volume 1837 Bekker edition of Aristotle's Works in Greek (PDF （页面存档备份，存于） · DJVU)